# 굴샨 그로버

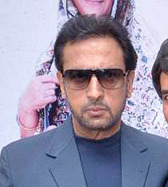

굴샨 그로버(Gulshan Grover, 1955년 9월 21일 ~ )는 인도의 배우이다.
뉴델리에서 태어났다.

## 영화
- 비바 보이즈 (2015년)
- 블렛 라자 (2013년)
- 라지다니 익스프레스 (2013년) - T.T.E 역
- 미이라 : 피라미드의 비밀 (2013년) - 로힛 역
- 데스퍼러트 인데버스 (2012년) - 다다 역
- 특수요원:살인면허 (2012년)
- 체이스 (2010년)
- 내 이름은 칼람 (2010년)
- 애시드 팩토리 (2009년) - 란비어 싱 역
- 우드스탁 빌라 (2008년)
- 블라인드 앰비션 (2008년)
- 메리골드 (2007년)
- 슛 온 사이트 (2007년)
- 타타추 (2006년)
- 갱스터 (2006년)
- 헤라 페리 2 (2006년)
- 나의 발리우드 신부 (2006년)
- 더스 (2005년)
- 아메리칸 데이라이트 (2004년)
- Paap (2003년)
- 캡쳐드 바이 유 (2003년) - 옴 역
- 원 앤 원 일레븐: 바이 후크 오알 바이 크룩 (2003년) - 판더 역
- 지즘 (2003년)
- 라훌 (2001년)
- 데드 스콜피온 (2001년)
- 에어 패닉 (2001년)
- 헤라 페리 (2000년)
- 인터내셔널 플레이어 (1999년) - 타크랄 역
- 이스트사이드 (1999년)
- 어스 (1998년)
- 카마수트라 2 - 몬순 (1998년)
- 미스터 & 미세스 플레이어 (1997년) - 빅키 역
- 정글북 2 (1997년)
- 랑길라 (1995년) - 스티븐 카푸르 역
- 라자 바부 (1994년) - 반케 역